# Голась, Михал
Михал Голась (пол. Michał Gołaś, род. 29 апреля 1984 в Торуне, ПНР) — польский профессиональный шоссейный велогонщик. Участник летних Олимпийских игр 2012 года.

## Победы
| 2006 - Чемпион Польши до 23 лет в групповой гонке 2010 - Тур Британии — спринтерская классификация 2011 - Тур Польши — горная классификация | 2012 - Чемпион Польши в групповой гонке 2014 - Тур Пекина — горная классификация 2015 - Чемпионат Фландрии |

## Статистика выступлений наГранд Турах
| Гранд Тур | 2011 | 2012 | 2013 | 2014 | 2015 |
| --------- | ---- | ---- | ---- | ---- | ---- |
| Джиро     | сход | 93   | 62   | –    | –    |
| Тур       | –    | –    | –    | 55   | 95   |
| Вуэльта   | сход | –    | –    | –    |      |